# Валбурга Остерайх
Валбурга Остерайх (по баща Коршел; 1880 г. – 8 април 1961 г.), наричана „Куклата Доли“ и Кралицата на Лос Анджелис, е американска домакиня от немски произход, омъжена за богатия текстилен фабрикант Фред Уилям Остерайх (8 декември 1877 г. – 22 август 1922 г.), станала известна с разстрела на съпруга си и последвалите странни разкрития, че в продължение на десет години е държала любовника си Ото Санхубер скрит на мансардата в дома, който споделя със съпруга си.

## Произход
Остерайх е родена като Валбурга Коршел през 1880 г. в семейството на имигранти от Германия. Не е ясно дали е родена в Имперска Германия или малко след пристигането на родителите ѝ в САЩ. Израства в района на Милуоки, Уисконсин, сред общност от немски имигранти. На 12-годишна възраст Валбурга започва работа в текстилния завод на Фред Уилям Остерайх, успешен немски имигрант, който често наема във фабриките си други имигранти. По всичко личи, че Валбурга е била привлекателна и харизматична девойка с много приятели сред работниците във заводите. Бързо привлякла внимание у Фред и двамата се венчали, когато тя била на 17 години. Като съпруга на Фред Валбурга остава популярна сред служителите на съпруга си, като често решава по мирен начин спорове между работниците, действайки като посредник на по-отдалечения и неприятен Фред.
Още от началото на брака се говори, че Валбурга канила много любовници в дома си през деня, докато Фред работел в завода. През 1913 г., когато е на 33 години, Валбурга се запознава с Ото Санхубер, 17-годишен монтьор на шевни машини, който работи за съпруга ѝ. Тя кани Санхубер в дома си, за да поправи шевната ѝ машина, с което започва интензивна афера. За да избегне подозренията на съседите, Валбурга обяснява, че Санхубер е неин „полубрат скитник“.
Постепенно заради нуждата да скрият връзката си както от Фред, така и от съседите, Санхубер се премества на тавана на семейство Остерайх, където има достъп през панел на тавана на гардероба в спалнята, която Валбурга дели със съпруга си. Санхубер получил легло, храна, лампа, книги и материали за писане. През деня вършел домакинска работа в жилището, а през нощта живеел в пълна тишина на тавана, като четял и пишел научнофантастични разкази, които Валбурга изпращала вместо него на потенциални издатели. По-късно Санхубер се описва като „секс слуга“ на Валбурга и твърди, че двамата са правили любов до осем пъти на ден. Фред не знае за пребиваването на Санхубер в къщата.
През 1918 г. семейство Остерайх се премества в Лос Анджелис. Валбурга се съгласява с преместването при условие, че тя ще избере новия им дом, като умишлено избира къща с мансарда (рядкост в Лос Анджелис). Санхубер се премества преди семейство Остерайх и още преди пристигането им се настанява в мансардата в Лос Анджелис, където аферата му с Валбурга продължава.

## Убийство
На 22 август 1922 г., след като дочува скандал между семейство Остерайх и смята, че Валбурга е в опасност, Санхубер излиза от мансардата и взема два пистолета 25-и калибър от бюрото в спалнята. В последвалата кавга Санхубер прострелва три пъти Фред и го убива. След това двамата влюбени набързо инсценират сцената, за да изглежда като осуетена кражба с взлом. Валбурга дава на Санхубер всички пари в спалнята, както и диамантения часовник на Фред. След това Санхубер заключва Валбурга в гардероба и захвърля ключа, преди да се върне на тавана с парите, часовника и пистолетите. След като е извикана от съседи, които докладват за изстрели, полицията, която не знае за присъствието на Санхубер в къщата, силно подозира участието на Валбурга в убийството, но не може да обясни как тя е могла да се заключи в гардероба.
След убийството Санхубер продължава да живее в мансардата още осем години. Единствената забележителна промяна във взаимоотношенията е, че на Санхубер е разрешено да ползва пишеща машина, тъй като вече няма кой да го чуе. По това време Валбурга продължава и аферата си с личния си адвокат Хърман Шапиро, когото е наела, след като е заподозряна за убийството на Фред. През 1930 г. Шапиро се усъмнил, след като Валбурга му дала диамантения часовник, за който съобщила, че е откраднат от крадците, убили съпруга ѝ. Тя заявила, че по-късно е намерила часовника в двора и че крадците сигурно са го изпуснали или изоставили по време на бягството си.
Рой Клумб, друг от любовниците на Валбурга, скоро открива, че тя има връзка с Шапиро. Той отишъл в полицията и съобщил, че Валбурга му е дала пистолет малко след убийството, като го помолила да го изхвърли в катранените ями Ла Бреа. Съседът също така съобщил на полицията, че Валбурга му е дала още един пистолет малко след убийството, като го помолила да го изхвърли, тъй като твърде много приличал на пистолета, с който е убит съпругът ѝ, а тя „не искала да си има беди“. Съседът заровил пистолета под розов храст в градината си. Полицията успяла да намери пистолетите и от двете места. Макар и силно изгнили, било установено, че и двете оръжия са от същия калибър, с който е убит съпругът на Валбурга. Тя била арестувана по подозрение в убийство.
Докато е в затвора, Валбурга доверява на Шапиро, че нейният „полубрат скитник“ живее в мансардата на дома ѝ, и го моли да провери какво е здравословното му състояние. След като почукал на люка, водещ към тавана, той бил посрещнат от слаб, блед, но приветлив Санхубер, който обяснил истинската си връзка с Валбурга и в крайна сметка признал за ролята си в убийството. Санхубер е арестуван и съден за непредумишлено убийство. Необичайните обстоятелства по случая скоро достигат до пресата, където Санхубер е наречен „Човекът прилеп“.
Санхубер е осъден за непредумишлено убийство, но по-късно е освободен поради изтекла давност. Променя името си на Уолтър Клайн и се премества в Канада, където се жени за друга жена, след което се премества обратно в Лос Анджелис и изживява остатъка от живота си в неизвестност. Процесът срещу Валбурга завършва с гласно жури (като повечето от съдебните заседатели клонят към оправдателна присъда), а през 1936 г. обвинението срещу нея окончателно е свалено. Тя остава в Лос Анджелис до смъртта си през 1961 г. на 80-годишна възраст.

## Жълта преса
Историята на Валбурга вдъхновява игралния филм „Блаженството на госпожа Блосъм“, както и два филма за телевизията: „Човекът на тавана“ от 1995 г. с Нийл Патрик Харис и през 2018 г. „Любовникът на тавана“ с Моли Бърнет.
Валбурга също така е обект на епизод от сериала „Престъпление, което се помни“ от 2017 г.